# Clavier-Übung

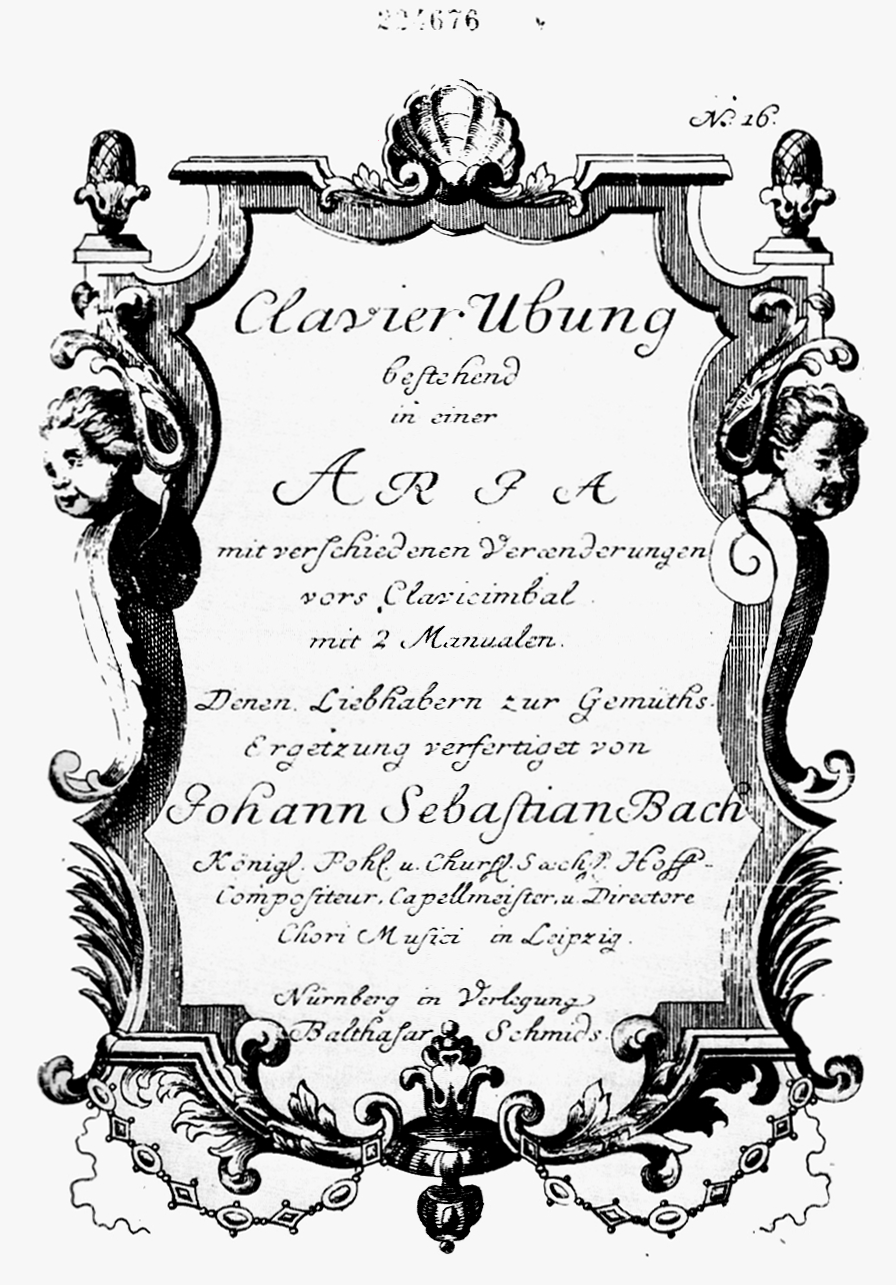
Couverture de la première édition de la quatrième partie de la Clavier-Übung de Bach, comprenant celles connues de nos jours sous le titre Variations Goldberg.

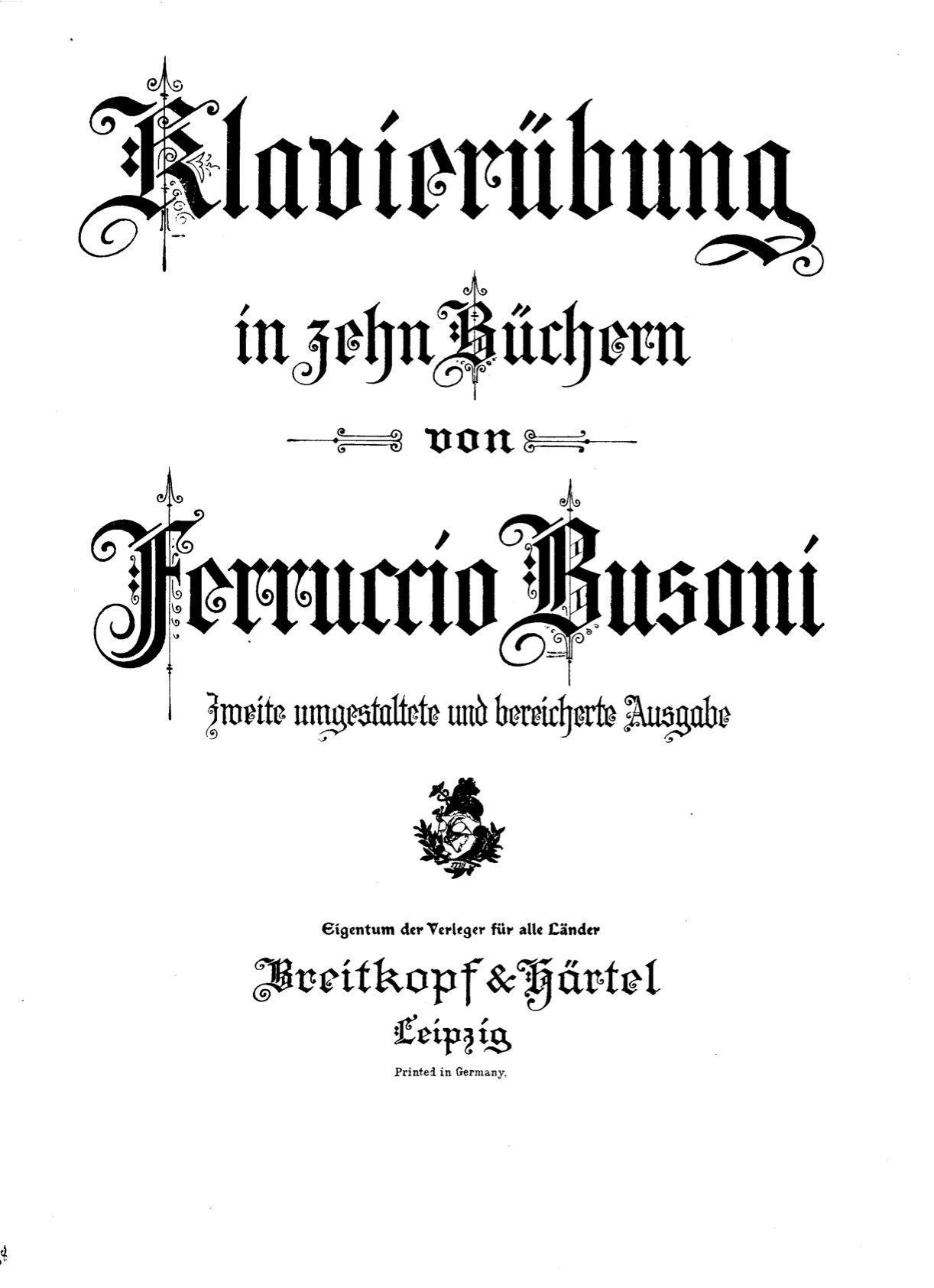
Couverture de la deuxième édition de la Klavierübung de Busoni.

Clavier-Übung est le terme en allemand qui désigne la « pratique du clavier ». C'était à la fin du XVIIe siècle et au début du XVIIIe siècle le titre générique des collections de musique pour clavier, d'abord populaire après son adoption par Johann Kuhnau en 1689, bien que de nos jours le terme soit habituellement associé aux séries de publications de Jean-Sébastien Bach.
Les compositeurs suivants ont publié des œuvres sous le titre Clavier-Übung :

## Johann Sebastian Bach
, :
- Clavier-Übung Partie I : Six Partitas, BWV 825-830 (1726 - 1730)
- Clavier-Übung Partie II : Concerto italien BWV 971 et Ouverture dans le style français (Ouverture nach französischer Art), BWV 831 (1735)
- Clavier-Übung Partie III (surnommée Orgelmesse par Albert Schweitzer) : Prélude et fugue, BWV 552 ; Choralbearbeitungen, BWV 669–689 (1739) ; 4 Duos, BWV 802-805.
- Clavier-Übung (sans numéro de partie) : Aria avec diverses Variations, plus tard surnommées Variations Goldberg (BWV 988, 1741)

## Ferruccio Busoni
- Klavierübung (1918 – 1925)
- Christoph Graupner :
- Leichte Clavier-Übungen (c.1730)

## Johann Ludwig Krebs
- Clavier Ubung Bestehend in verschiedenen vorspielen und veränderungen einiger Kirchen Gesaenge Nürnberg, J.U. Haffner, c. 1744)
- Clavier-Ubung bestehet in einer [...] Suite [...] Zweyter Theil (Nürnberg, J.U. Haffner, c. 1744)
- Clavier-Ubung bestehend in sechs Sonatinen… IIIter Theil (Nürnberg, J.U. Haffner, c. 1744)

## Johann Krieger
- Anmuthige Clavier-Übung (1698)

## Johann Kuhnau
, :
- Neuer Clavier-Übung, erster Theil (1689)
- Neuer Clavier-Übung, anderer Theil (1692)

## Vincent Lübeck
- Clavier Übung (1728)

## Georg Andreas Sorge
- Clavier Übung en trois parties, 18 sonates pour clavecin (1738 - c.1745)
- Clavier Übung en deux parties, 24 préludes pour orgue ou clavecin (1739 - 1742)